# 레버쿠젠

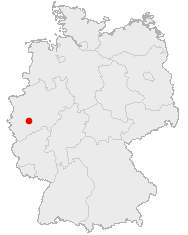
레버쿠젠의 위치

레버쿠젠(독일어: Leverkusen, 문화어: 레베르쿠젠)은 독일, 노르트라인베스트팔렌주의 도시이다. 쾰른과 뒤셀도르프 사이 중간, 라인강의 동쪽 둑에 위치한다. 레버쿠젠 시는 라인-루르 지역에 경제적 성장의 성과이다. 19세기 후반까지 시골이었다. 현재의 도시는 몇몇의 마을 (Wiesdorf, Opladen, Schlebusch, Lützenkirchen, Steinbüchel, Rheindorf, Bergisch-Neukirchen)로 구성된다. 12세기로 거슬로 올라가, 위에스도르프는 1860년 염료 공장 설립을 위하여 약사 칼 레버쿠스 (Carl Leverkus)에 의해 선택되었다. 그 공장은 1891년 바이엘사에게 인계되었다. 그 회사는 1912년 위에스도르프에 회사 사무실을 옮겼으며, 독일 화학 산업의 중심으로 마을을 변화시킨다.
레버쿠젠은 1930년 몇몇 마을(Wiesdorf, Schlebusch, Steinbüchel, Rheindorf)의 합병에 의해 설립되었다. 1975년 (1930년 이래 Lützenkirchen을 포함하는 Opladen와 Hitdorf,Bergisch Neukirchen) 4마을이 더 가입했다. 오늘날 도시는 축구 클럽 바이어 04 레버쿠젠의 연고지이다.

## 인구
| 연도 | 인구    | ±%     |
| ---- | ------- | ------ |
| 1832 | 11,442  | —      |
| 1871 | 15,507  | +35.5% |
| 1900 | 24,974  | +61.0% |
| 1910 | 44,088  | +76.5% |
| 1925 | 61,404  | +39.3% |
| 1933 | 67,260  | +9.5%  |
| 1939 | 75,171  | +11.8% |
| 1946 | 84,646  | +12.6% |
| 1950 | 98,867  | +16.8% |
| 1961 | 137,516 | +39.1% |
| 1970 | 161,808 | +17.7% |
| 1987 | 154,692 | −4.4%  |
| 2000 | 161,426 | +4.4%  |
| 2010 | 161,132 | −0.2%  |
| 2017 | 166,737 | +3.5%  |

## 자매 도시
- 핀란드 오울루
- 영국 브랙널포리스트
- 슬로베니아 류블랴나
- 이스라엘 나사렛
- 니카라과 치난데가
- 독일 슈베트
- 폴란드 라치부시
- 프랑스 빌뇌브다스크